# HMS Ganges (1782)
Pour les autres navires du même nom, voir HMS Ganges.
Le HMS Ganges est un vaisseau de 74 canons en service dans la Royal Navy de 1782 à 1816. Il participe à plusieurs engagements majeurs des guerres de la Révolution française et du Premier Empire.

## Conception et construction
Le HMS Ganges est le premier navire de sa classe. Commandé le 14 juillet 1779, il est construit par les chantiers Randall de Rotherhithe à partir d'avril 1780 et lancé le 30 mars 1782.
Long de 169,5 pieds, large de 47 pieds et 8,5 pouces et d'un tirant d'eau de 20,25 pieds, le HMS Ganges déplace 1 679 tonneaux selon le Builder's Old Measurement. Ses 74 canons sont répartis en 28 canons de 32 livres sur le pont-batterie principal, 28 canons de 18 livres sur le pont-batterie supérieur, 14 canons de 9 livres sur les bastingages et 4 canons de 9 livres sur les gaillards d'avant.

## Service actif

### Guerres de la Révolution française
En 1794, alors commandé par le capitaine William Truscott, le HMS Ganges capture la corvette française de 24 canons Jacobin. Le navire fait ensuite partie de la division commandée par l'amiral John Gell (en) qui escorte un navire espagnol repris aux Français jusqu'à Portsmouth. La possession de ce navire et les parts de prise afférentes sont le sujet d'une longue querelle qui ne se règle que le 4 février 1795. Tous les membres d'équipage des HMS Ganges, St George, Egmont, Edgar et Phaeton, des matelots aux amiraux, reçoivent alors une partie des 935 000 £ qu'a rapporté le navire. Le HMS Ganges partage également les revenus de la prise du navire français Marsouin avec le HMS Beaulieu en mars 1796.
En 1801, le HMS Ganges, sous les ordres du capitaine Thomas Fremantle, participe à la bataille de Copenhague. Après la bataille, Horatio Nelson, nouveau commandant de la flotte britannique de la Baltique, envoie Fremantle et le HMS Ganges en mission diplomatique à Saint-Pétersbourg.

### Guerres napoléoniennes
Le HMS Ganges participe aussi au bombardement de Copenhague en 1807. Commandée alors par le capitaine Peter Halkett, le navire porte la marque du commodore Richard Goodwin Keats.
En septembre 1810, deux lougres provenant du Ruby et du HMS Ganges capturent deux petits bâtiments danois au large de Læsø.

## Dernières années
Le HMS Ganges est transformé en prison flottante à partir du 12 décembre 1811 puis en navire de transport en 1814. Le vaisseau est finalement démoli à Plymouth en 1816.